# Olympische Jugend-Sommerspiele 2014/Teilnehmer (Kambodscha)
| Gelbes Symbol für Goldmedaillen mit stilisierten Olympischen Ringen | Graues Symbol für Silbermedaillen mit stilisierten Olympischen Ringen | Braundes Symbol für Bronzemedaillen mit stilisierten Olympischen Ringen |
| ------------------------------------------------------------------- | --------------------------------------------------------------------- | ----------------------------------------------------------------------- |
| —                                                                   | —                                                                     | —                                                                       |

Die Jugend-Olympiamannschaft aus Kambodscha für die II. Olympischen Jugend-Sommerspiele vom 16. bis 28. August 2014 in Nanjing (Volksrepublik China) bestand aus drei Athleten.

## Athleten nach Sportarten

### Leichtathletik
Mädchen
- Sokha Panha Viriyak Vatey
100 m: 18. Platz

### Ringen
Mädchen
- Dorn Srey Mao
Freistil bis 52 kg: 7. Platz

### Schwimmen
Jungen
- Cheng Sopha
50 m Freistil: 45. Platz
100 m Rücken: 37. Platz